# 林内娅·贝克曼
林内娅·贝克曼（瑞典語：Linnéa Bäckman，1991年4月18日—），瑞典女子冰球运动员，场上位置是后卫。她曾代表瑞典国家队参加2014年冬季奥林匹克运动会冰球比赛，获得第4名。